# Барлад (град)
Барлад (рум. Bârlad) град је у Румунији, у источном делу земље, у историјској покрајини Молдавија. Барлад је други по важности град у округу Васлуј.
Барлад према последњем попису из 2002. има 71.430 становника.

## Географија
Град Барлад налази се у средишњем делу Румунске Молдавије. Град је смештен у долини истоимене реке Барлад, коју окружује брежуљкасто подручје, особено са покрајину Молдавију.

## Становништво
| 2011.  |
| ------ |
| 55.837 |

Матични Румуни чине огромну већину градског становништва Барлада, а од мањина присутни су само Роми. Пре Другог светског рата Јевреји су чинили ¼ градског становништва.